# (100214) 1994 PJ4
(100214) 1994 PJ4 es un asteroide perteneciente al cinturón de asteroides, descubierto el 10 de agosto de 1994 por Eric Walter Elst desde el Observatorio de La Silla, Chile.

## Designación y nombre
Designado provisionalmente como 1994 PJ4.

## Características orbitales
1994 PJ4 está situado a una distancia media del Sol de 2,378 ua, pudiendo alejarse hasta 2,676 ua y acercarse hasta 2,080 ua. Su excentricidad es 0,125 y la inclinación orbital 1,292 grados. Emplea 1339 días en completar una órbita alrededor del Sol.

## Características físicas
La magnitud absoluta de 1994 PJ4 es 16,7. Tiene 2,983 km de diámetro y su albedo se estima en 0,045.